# گل سرخ (کوهرنگ)
گل سرخ روستایی است در شهرستان کوهرنگ، بخش بازفت، استان چهارمحال و بختیاری.